# سيرغي إيفانوف (لاعب كرة قدم قرغيزستاني)
سيرغي إيفانوف هو مدرب كرة قدم ولاعب كرة قدم قيرغيزستاني، ولد في 30 مايو 1980 في بيشكك في قيرغيزستان. شارك مع منتخب قيرغيزستان لكرة القدم. أما مع النوادي، فقد لعب مع أنجي محج قلعة ونادي إيرتيش بافلودار ونادي كايرات.

## وصلات خارجية
- سيرغي ايفانوف على موقع الاتحاد الأوربي (الإنجليزية)
- سيرغي ايفانوف على موقع قاعدة بيانات كرة القدم.إي يو (الإنجليزية)
- سيرغي ايفانوف على موقع ناشيونال فوتبول تيمز (الإنجليزية)
- سيرغي ايفانوف على موقع Soccerway.com (الإنجليزية)